# Săteni
Săteni – wieś w Rumunii, w okręgu Dymbowica, w gminie Aninoasa. W 2011 roku liczyła 1523 mieszkańców.